# Harelbeke-Antwerpen-Harelbeke 1964
Harelbeke-Antwerpen-Harelbeke 1964 was de zevende editie van de wielerklassieker Harelbeke-Antwerpen-Harelbeke en werd verreden op 14 maart 1962. Het parcours was 216 km lang. Rik Van Looy kwam als eerste over de streep.